# Еловый Падун
Еловый Падун — деревня в Свердловской области России, административно подчинённая городу Серову. Входит в Серовский муниципальный округ.
Ранее деревня входила в состав Первомайского сельсовета Серовского района.

## Географическое положение
Еловый Падун расположен в 44 километрах (по автодорогам в 67 километрах) к востоку-юго-востоку от города Серова, в лесной местности. В посёлке расположен Сотринский пруд. Южнее расположен более крупный посёлок Красноглинный.

## История посёлка
Слово падун означает ручей, лог, овраг.

## Население
| 2002 | 2010 |
| ---- | ---- |
| 87   | ↘75  |